# Teatro (arquitectura)

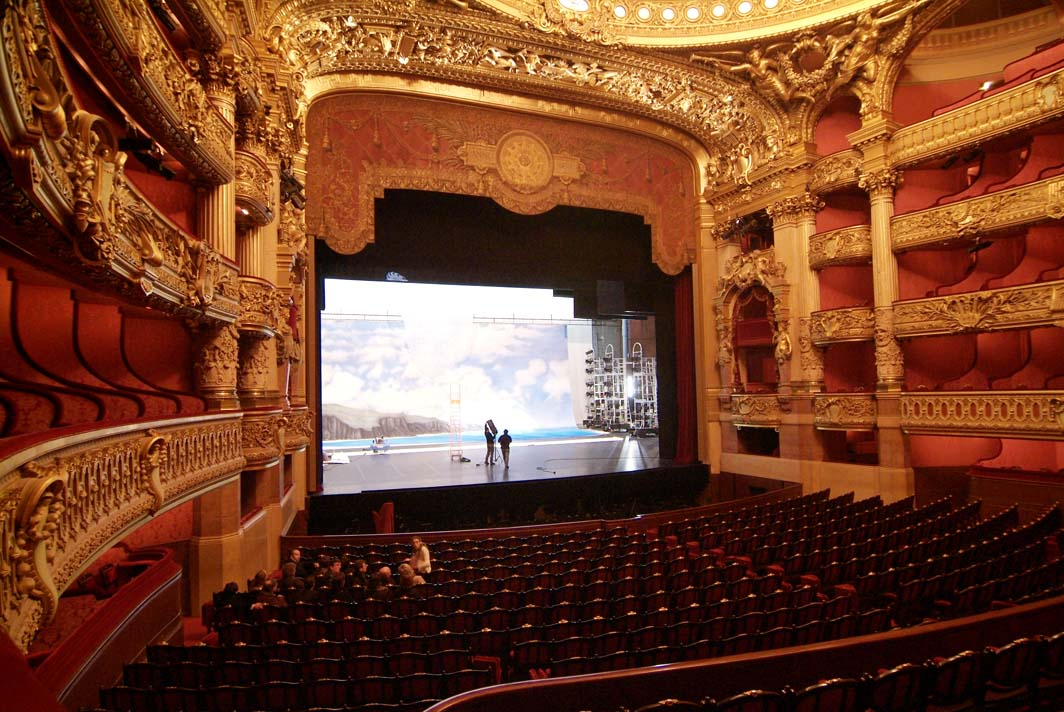
Clásico teatro a la italiana. Ópera Garnier, París, Francia.

Un teatro en arquitectura, es un edificio provisto de una o varias salas diseñadas para la representación de espectáculos de artes escénicas. Concebido en su origen para representaciones teatrales, sirve también para funciones de danza y música. Si bien no siempre se requiere un edificio para el teatro dramático -como sucede en el teatro callejero- la arquitectura para esta sirve para organizar los espacios de actuación y audiencia así también como para proveer espacios de trabajo y comodidades para el equipo técnico, los intérpretes y el público.
La evolución arquitectónica de los edificios teatrales a lo largo de la historia está intrínsecamente relacionada con el tipo de espectáculos representados en ellos y con sus necesidades acústicas. El teatro como espacio  arquitectónico  se puede  definir  como  aquel  lugar  proyectado  y construido  para que ocurran eventos escénicos.  En  este  sentido,  se  han  establecido  diversas  maneras  de  relacionar  al espectador con el objeto del espectáculo y esto se traduce en la configuración espacial y formal de los teatros.[cita requerida]

## Espacios teatrales

### Espacio escénico

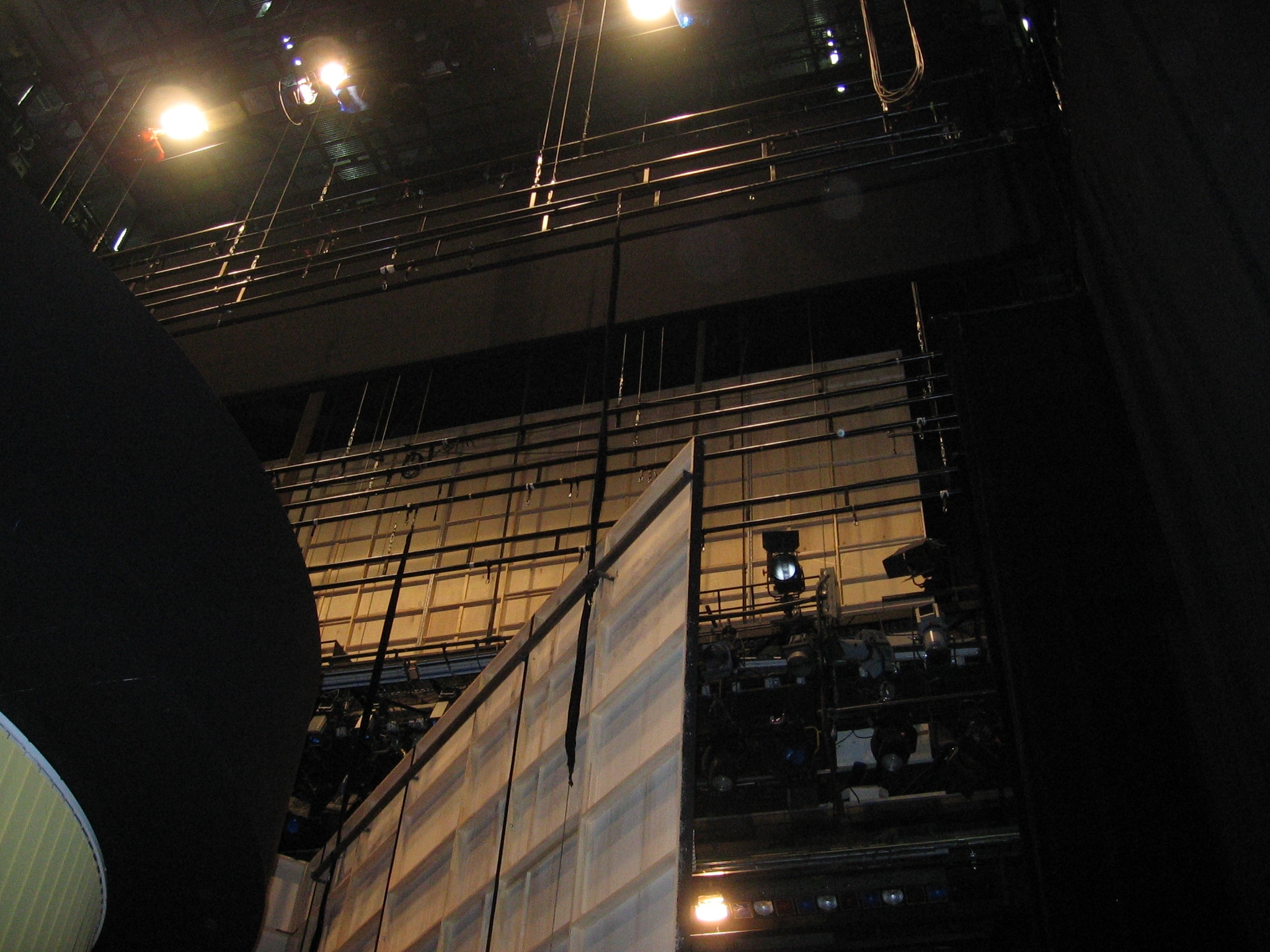
Caja escénica del Staatstheater de Darmstadt, Alemania.

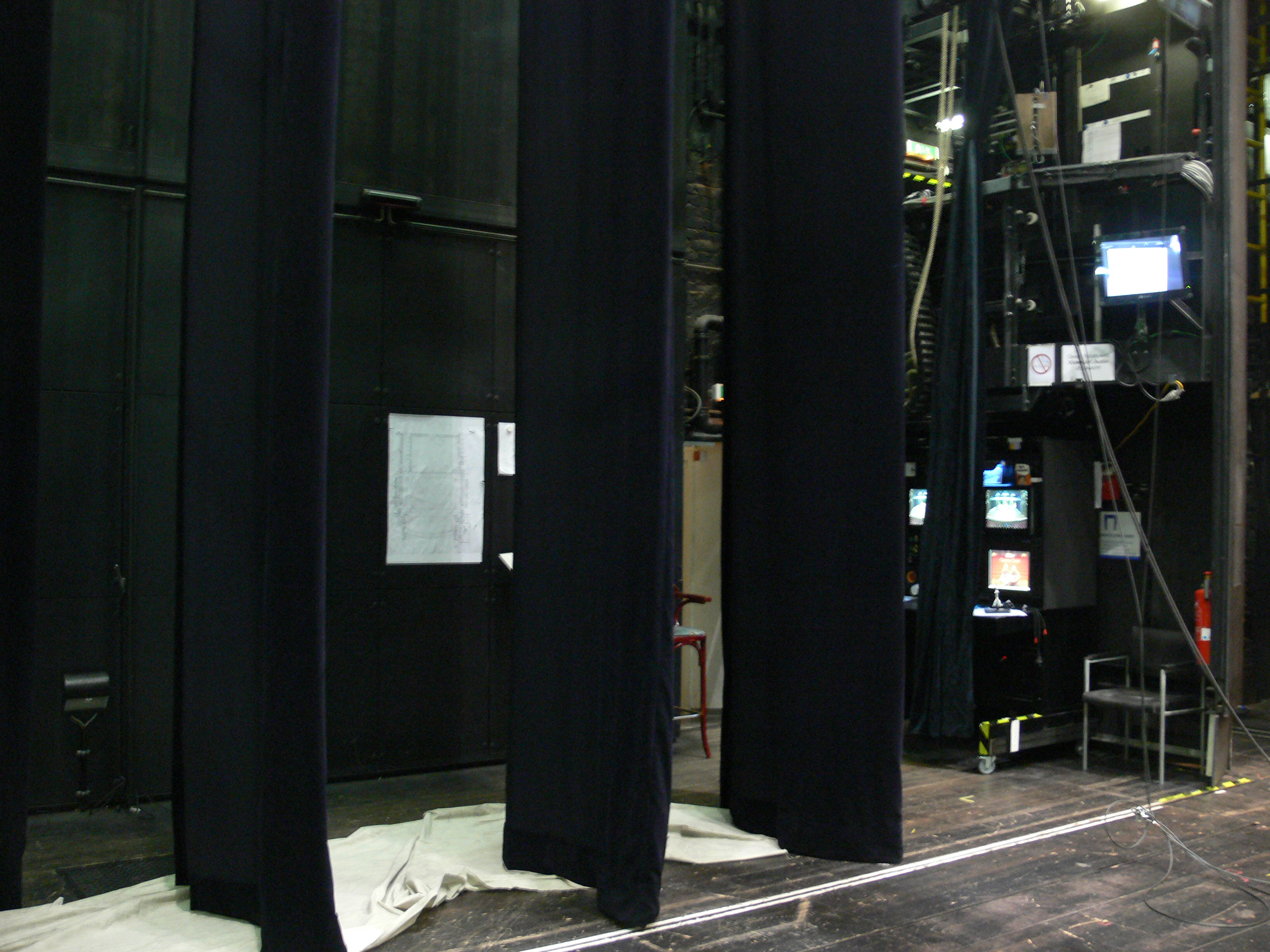
Entre bambalinas: lateral del escenario del Teatro de Bielefeld, Alemania.

La parte destinada a la representación se llama escena, escenario o espacio escénico.
En un teatro a la italiana, el escenario se sitúa frente a los espectadores, en un plano elevado. Es la disposición tradicional de la mayoría de las salas de teatro occidentales, heredada del siglo XVIII. Consta del escenario propiamente dicho, delimitado hacia los espectadores por un marco llamado arco de proscenio, o boca del escenario; lo cierra el telón de boca, el principal telón tradicionalmente realizado en un tejido pesado y con brillo como el terciopelo. Por delante del telón, el escenario dispone de una avanzadilla llamada «corbata» y a veces proscenio. El teatro puede tener un foso entre el proscenio y la primera fila de espectadores, en el que se sitúa la orquesta. A ambos lados de un escenario a la italiana, la escena es prolongada por unos espacios llamados "hombros", que permanecen ocultos a la vista de los espectadores gracias a las bambalinas. Por ahí los actores entran en escena y se tienen preparados los elementos del decorado que se utilizan en la función teatral.
El escenario propiamente dicho es el suelo de la caja escénica, un espacio de mucha altura que alberga las varas, unos perfiles metálicos que soportan los elementos de iluminación y de decorado que pueden bajar y subir, y los motores que las accionan. Las varas a su vez cuelgan del peine, una parrilla metálica que cierra por arriba la caja escénica. La caja escénica puede llegar a tener hasta casi 40 metros de altura. Por debajo del escenario, existe como mínimo un espacio, llamado también foso, donde se almacenan los elementos de decorado que se suben al escenario a través de unas trampillas llamadas escotillones. Debajo del escenario de los grandes teatros modernos, pueden existir varias plantas destinadas a diversos servicios técnicos.

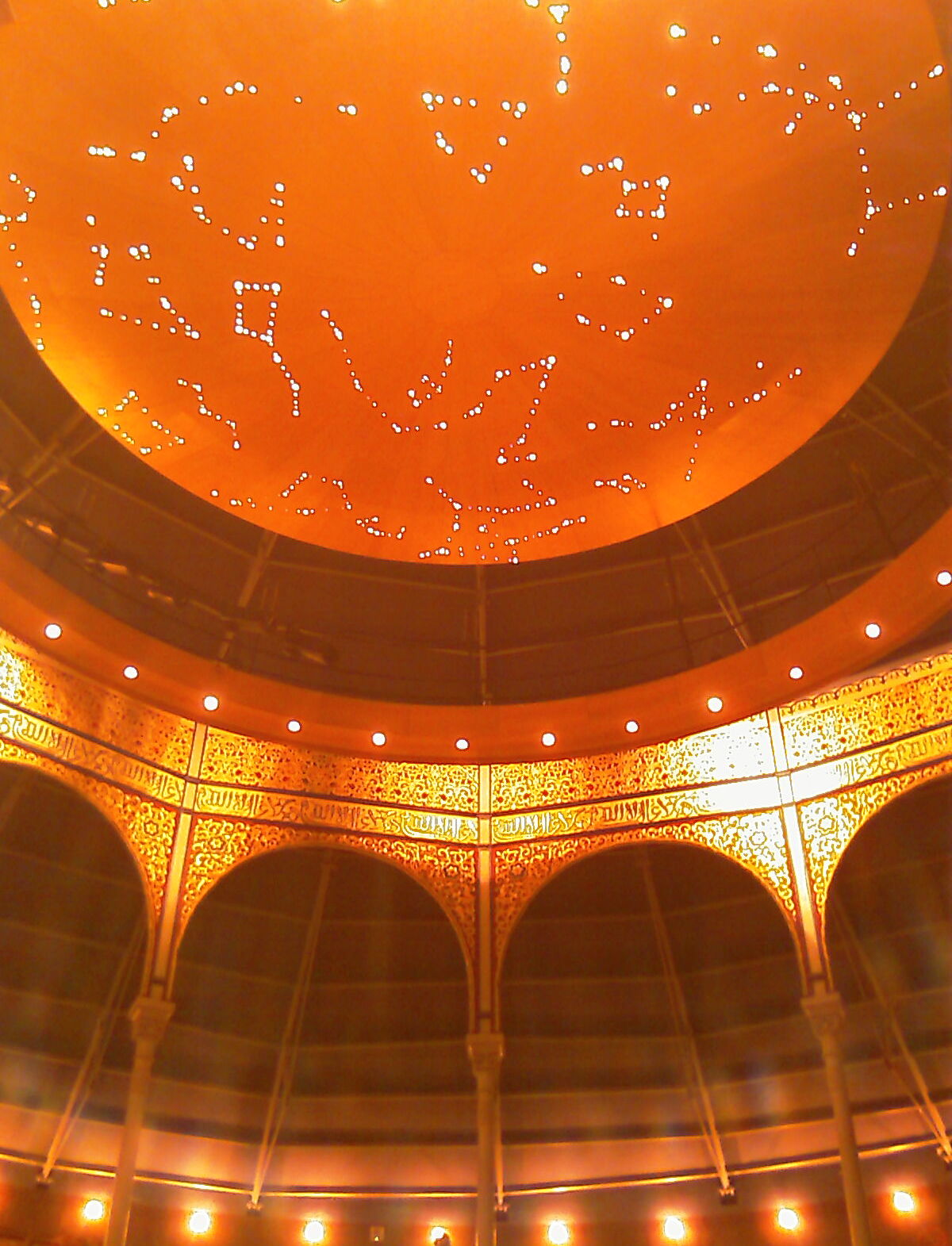
Teatro Circo de Albacete (siglo XIX, España), Bien de Interés Cultural con la categoría de monumento.

A lo largo del siglo XX la renovación del arte teatral ha conllevado un replanteamiento del espacio escénico para adecuarlo a las nuevas técnicas interpretativas y para acercar actores y público facilitando la interacción. Alejándose de la concepción clásica del "escenario de proscenio", los diseñadores prefieren hablar entonces de "espacio escénico", un término más flexible y abierto. La disposición "en arena" sitúa la escena en el centro de la sala, en un plano bajo rodeado por los espectadores sentados en gradas para mayor visibilidad. Puede adoptar varias formas, circular como en un circo, rectangular o cuadrado. Otras disposiciones utilizadas con bastante frecuencia son la disposición "en corbata", en la que los espectadores ocupan tres lados del espacio escénico, manteniendo libre un lateral para acceso de los actores, y la disposición en pasillo, en la que los espectadores se sitúan a ambos lados de un amplio pasillo central por cuyos extremos entran y salen los actores. Si bien estas disposiciones permiten multiplicar los ángulos de visión del espectáculo, condicionan y limitan la escenografía al no disponer de caja escénica donde ocultar la maquinaria escénica.

### Sala de ensayo

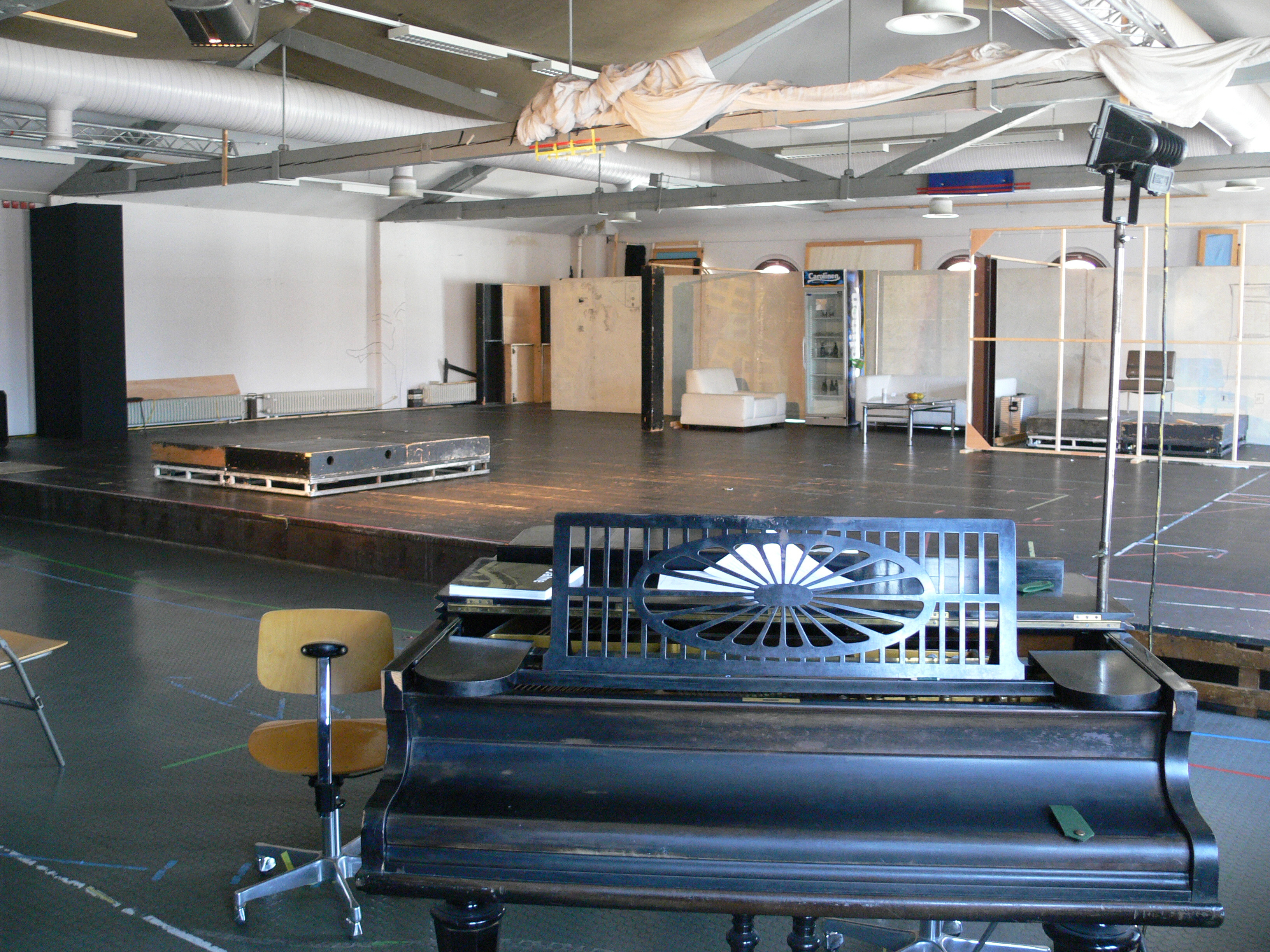
Sala de ensayo del Teatro de Bielefeld, Alemania.

Si el tamaño del edificio lo permite, la fase de ensayos de los espectáculos se desarrolla en una sala al uso situada dentro del mismo teatro. Es una amplía sala diáfana en la que se puede instalar una estructura simplificada (pre-escenografía) que simula la escenografía definitiva que será implantada en el escenario del teatro.

### Camerinos
Son los cuartos privados de los actores, donde se visten y se preparan antes de entrar en escena. Los hay individuales, para 2, 3 o 4 personas y colectivos, según se destinen a actores protagonistas, de reparto o pequeños papeles. En los pequeños teatros, los actores se peinan y se maquillan en los camerinos, mientras que los teatros de más envergadura disponen de salas equipadas donde les atiende el personal técnico del teatro, a saber los maquilladores y los peluqueros.

### Talleres y secciones técnicas
Las secciones técnicas de los grandes teatros -maquinaria, electricidad, audiovisuales, sonido, utilería, sastrería, maquillaje y peluquería- tienen salas donde desarrollar su oficio y almacenar sus herramientas y su material. Cuando los decorados, el atrezzo y el vestuario se fabrican dentro del mismo teatro, estas secciones disponen de talleres perfectamente equipados y suficientemente insonorizados para que los ruidos no alcancen otras zonas del teatro.

### Oficinas
Un teatro necesita tener oficinas para los diversos departamentos encargados de su gestión. Estos departamentos son básicamente de administración y gerencia, comunicación y marketing, taquilla y sala, producción, coordinación técnica y dirección artística. Pueden existir también departamentos encargados de actividades dirigidas a la formación de actores y personal teatral, o de actividades pedagógicas y culturales orientadas al público.

## Espacios destinados al público

### Sala

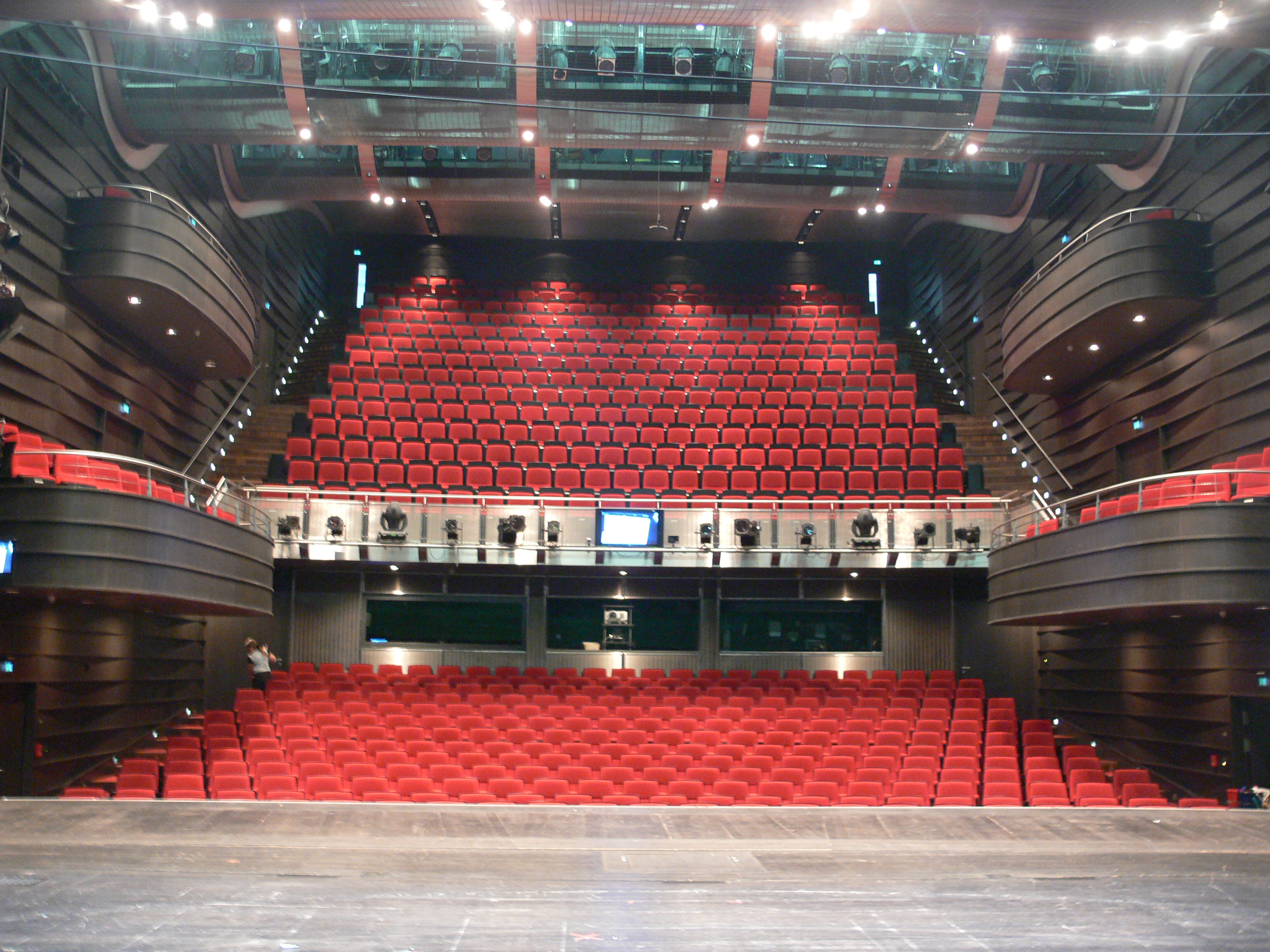
Teatro contemporáneo a la italiana. Teatro de Bielefeld, Alemania.

En la disposición tradicional a la italiana, la sala frente al escenario suele tener una forma de herradura, en los teatros más antiguos. La parte baja, la más amplía, es la platea o patio de butacas, donde los sillones o butacas se reparten en filas separadas por un pasillo central y enmarcadas por dos pasillos laterales. En los teatros más antiguos, el piso del patio de butacas es plano y ligeramente inclinado para preservar un mínimo de visibilidad. En los teatros contemporáneos, el patio de butacas suele estar constituido por un anfiteatro en gradas que permite una buena visibilidad del escenario desde las filas más alejadas.
Para mayor aprovechamiento del espacio disponible en altura, la sala se estructura en varias plantas. Sobre el patio de butacas pueden existir una o dos amplías plantas voladas y retranqueadas. Los paramentos centrales y laterales se dedican a los palcos o a galerías abalconadas que se reparten en varias plantas. Tradicionalmente, la parte más alta del teatro se denomina gallinero; es la de menor visibilidad y la más económica.
De mayor a menor precio de la entrada, el teatro se estructura en platea (planta baja), palcos (situados en la entreplanta) y anfiteatro (situados en las plantas superiores).

### Foyer

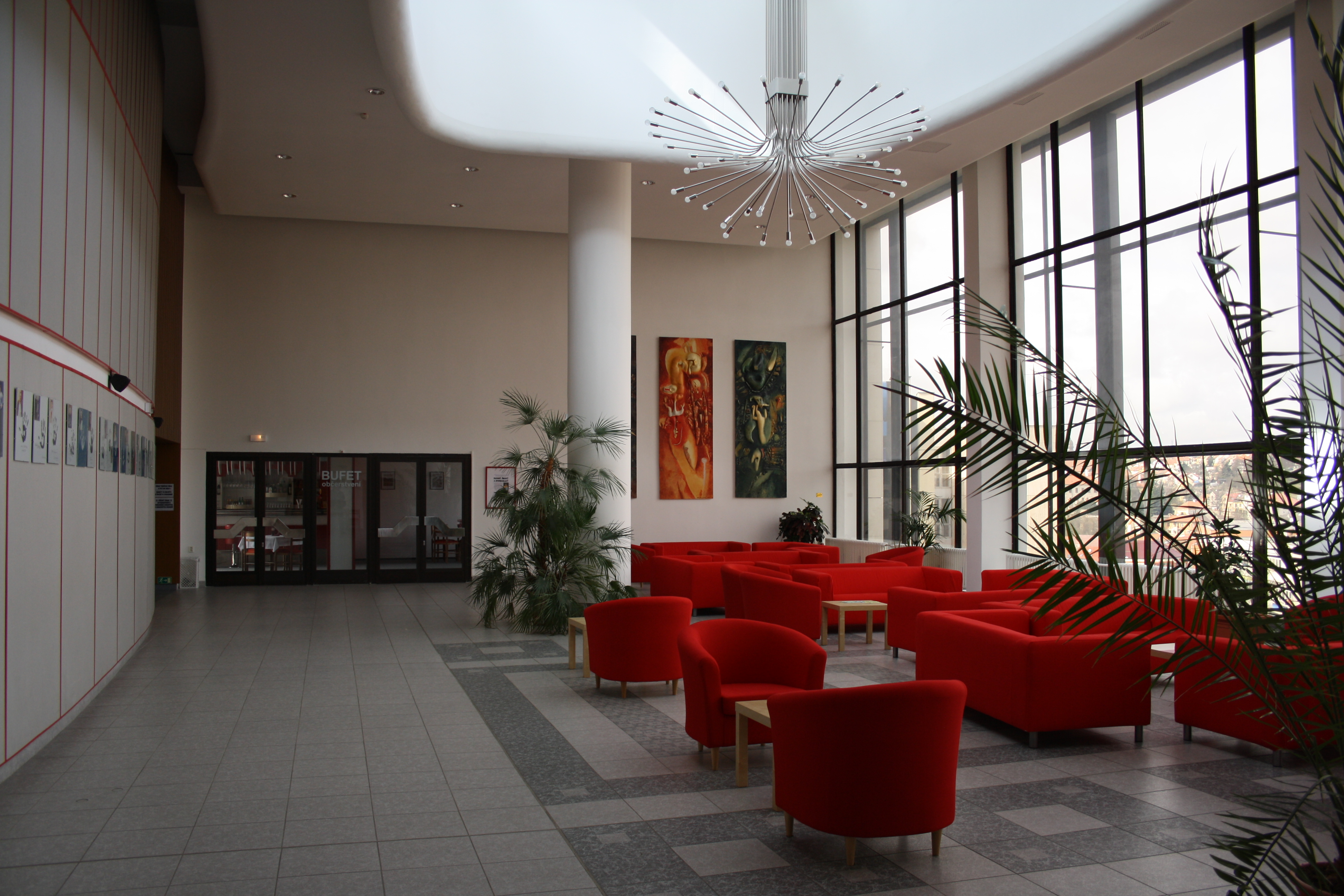
Foyer del teatro de Třebíč, República Checa. Al fondo, el acceso al ambigú.

Funciona como vestíbulo de la sala del teatro, destinado a la espera, el descanso entre actos y lugar de encuentro para el público. En algunos teatros, sobre todo en los más pequeños, es común al ambigú. En teatros de grandes dimensiones, puede denominar también al pasillo que rodea la sala de espectáculos.

### Ambigú
Denominación antigua para designar el espacio del bar, cafetería o incluso restaurante para el público. En este aspecto, la crisis de espacio ha hecho que progresivamente el sitio del ambigú sea sustituido por una pequeña barra o zona donde se ofrecen refrigerios incluida en el foyer o en el vestíbulo.

### Guardarropa y taquilla
La mayoría de los teatros ofrecen un servicio de guardarropa al público, para dejar abrigos en invierno, paraguas, bolsos u objetos voluminosos. Puede constar de uno o varios cuartos pequeños, con un mostrador donde el personal del teatro atiende a los espectadores.
La venta directa de entradas se efectúa en la taquilla del teatro, un cuarto diminuto en el que los taquilleros se comunican con el público por una ventanilla que da directamente a la calle o dentro de un vestíbulo de entrada. Los grandes teatros disponen de varias taquillas.

## Historia

### Teatros al aire libre

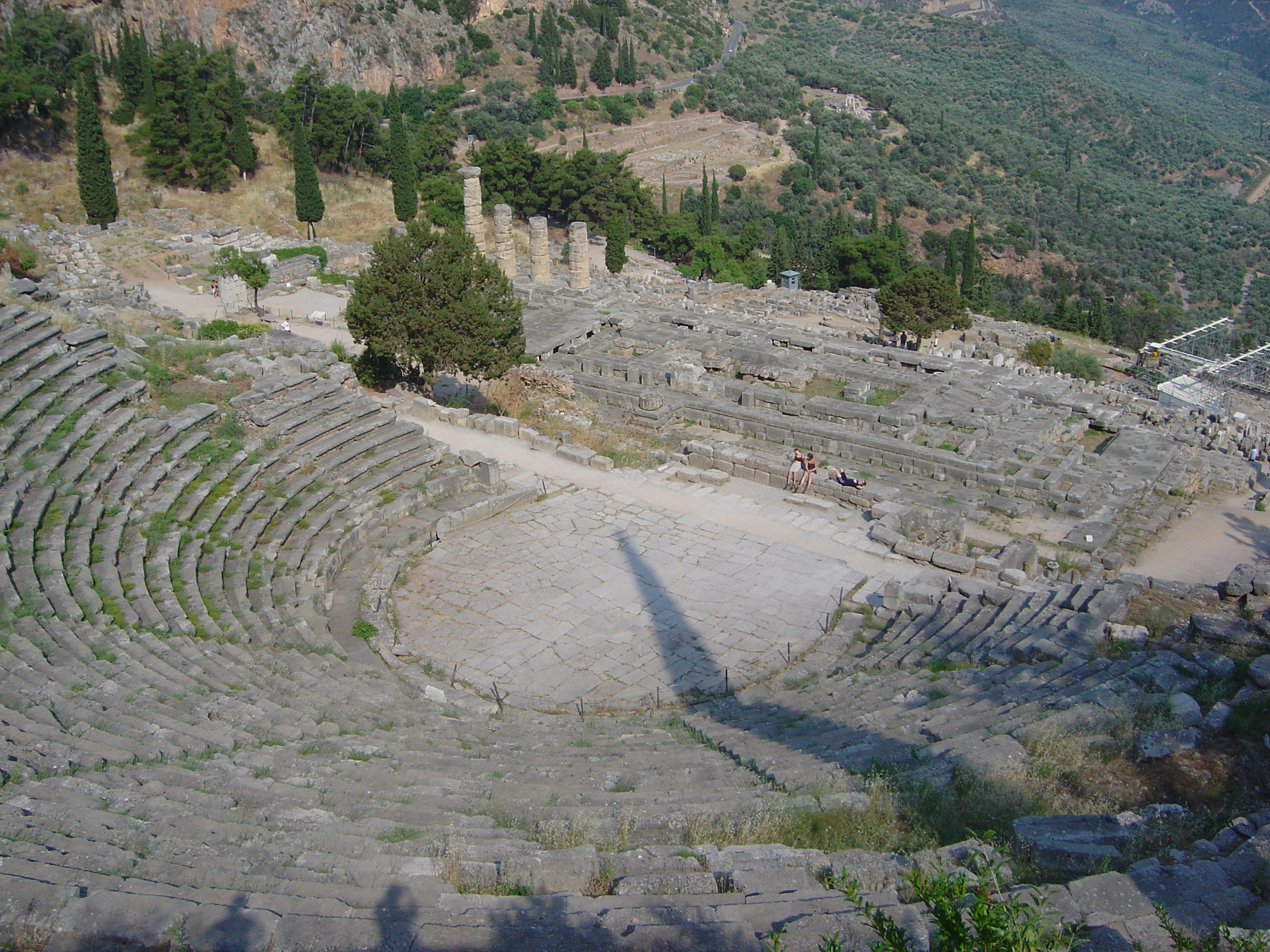
El antiguo teatro de Delfos, Grecia.

#### La antigua Grecia
Los edificios teatrales griegos se llamaban theatron (lugar de ver). Los teatros eran grandes estructuras al aire libre construidas en las laderas de las colinas. Constaban de tres elementos principales: la orquesta, la skene y el público.
La pieza central del teatro era la orquesta, o "lugar de baile", una gran zona circular o rectangular. En la orquesta se celebraban las representaciones corales, los ritos religiosos y, posiblemente, la actuación. En el centro de la orquesta se situaba un altar; en Atenas, el altar estaba dedicado a Dionisio.
Detrás de la "orquesta" había un gran edificio rectangular llamado "skene" (que significa "tienda" o "cabaña"). Se utilizaba como zona "entre bastidores" donde los actores podían cambiarse de vestuario y máscaras, pero también servía para representar el lugar de las obras, que solían situarse frente a un palacio o una casa. Normalmente, había dos o tres puertas en la skene que daban a la orquesta, y desde las que los actores podían entrar y salir. Al principio, la skene era literalmente una tienda o cabaña, que se montaba para la fiesta religiosa y se desmontaba al terminar.  Más tarde, la skene se convirtió en una estructura permanente de piedra.  Estas estructuras a veces se pintaban para que sirvieran de telón de fondo. Un templo cercano, sobre todo en el lado derecho de la escena, casi siempre forma parte del complejo teatral griego, lo que podría justificar, como transposición, la recurrencia del frontón con la escena de piedra solidificada posterior.
Delante de la skene pudo haber una zona de actuación elevada llamada proskenion, antecesora del moderno proscenium escenario. Es posible que los actores (en contraposición al coro) actuaran completamente en el proskenion, pero no es seguro.
Del círculo de la orquesta surgía el público. El público se sentaba en hileras de bancos construidos en la ladera de una colina. Por lo tanto los teatros griegos, solo podían ser construidos en colinas que tenían formas adecuadas. Un teatro típico era muy grande, con capacidad para unos 15,000 espectadores.
Los teatros griegos no estaban rodeados de muros; la audiencia podían verse entre ellos y al paisaje circundante como también a los actores y al coro.
|         | El teatro de Atenas De Dorpfeld and Reisch, Das griechische Theater (Atenas, 1896), tal como se muestra en el artículo "Teatro" de la edición 1911 de la Encyclopædia Britannica. |
| ab,     | pared oeste doble. |
| bc,     | pared simple. |
| aa, gg, | paredes en forma de alas en que termina el auditorium. |
| b, f,   | entradas. |
| c,      | el "katatome" (donde la roca de la Acrópolis se encuentra con las paredes). |
| d, e,   | diazoma. |
| FG,     | muro del límite oriental. |
| "hh",   | muro frontal de la etapa neroniana. |
| "i",    | fragmento de orquesta del siglo V. |
| klm,    | mampostería antigua (de los muros de soporte). |
| "nn",   | edificio escénico más antiguo. |
| oo,     | proscenio de piedra (siglo I o II B.). |
| p,      | cimientos de las alas laterales neronianas. |
| qr,     | Fragmentos de orquesta del siglo V. |
| s,      | Pórtico del siglo IV. |
| "t",    | antiguo templo de Dionisio. |

#### La antigua Roma

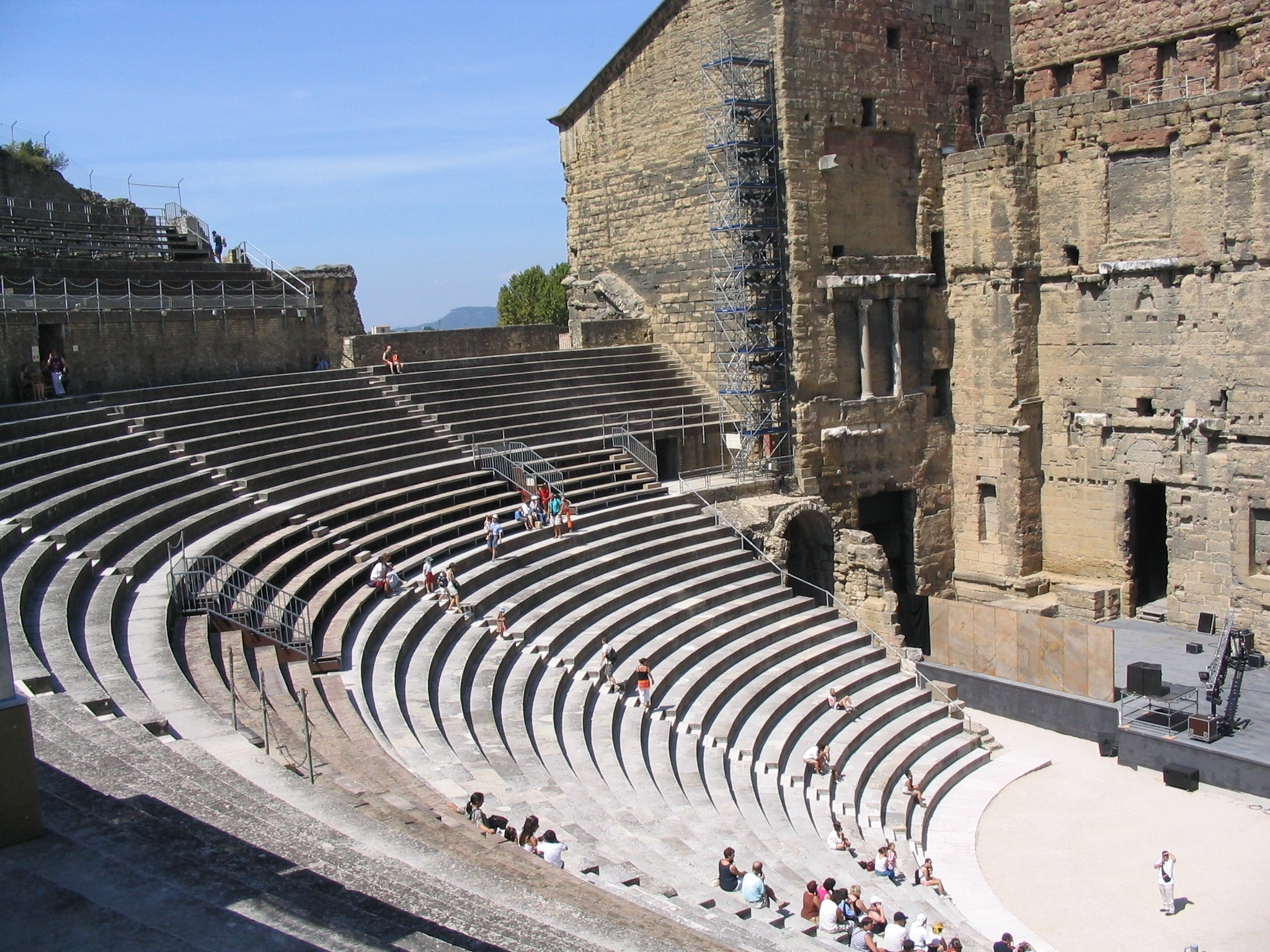
Teatro romano, Orange, Francia.

Los Romanoss copiaron el estilo griego de construcción, pero no solían preocuparse tanto por el emplazamiento, estando dispuestos a construir muros y terrazas en lugar de buscar un emplazamiento natural. 
El auditorio (literalmente "lugar para oír" en latín) era la zona en la que se reunía la gente, y a veces se construía en una pequeña colina o ladera en la que se podían hacer fácilmente asientos apilados, siguiendo la tradición de los teatros griegos. La parte central del auditorio se ahuecaba en una colina o pendiente, mientras que los asientos radiales exteriores requerían un soporte estructural y sólidos muros de contención. Por supuesto, esto no siempre era así, ya que los romanos tendían a construir sus teatros independientemente de la disponibilidad de laderas. Todos los teatros construidos en la ciudad de Roma estaban completamente construidos por el hombre, sin el uso de movimientos de tierra. El auditorio no tenía techo, sino que los toldos (vela) podían colocarse por encima para protegerse de la lluvia o la luz del sol.
Algunos teatros romanos, construidos en madera, eran derribados una vez concluido el festival para el que fueron erigidos. Esta práctica se debía a una moratoria sobre las estructuras teatrales permanentes que duró hasta el año 55 a. C., cuando se construyó el Teatro de Pompeyo con la adición de un templo para evitar la ley. Algunos teatros romanos muestran signos de no haber sido nunca completados en primer lugar.
Dentro de Roma, son pocos los teatros que han sobrevivido a los siglos siguientes a su construcción, lo que proporciona pocas pruebas sobre los teatros concretos. El Arausio, el teatro de la actual Orange, Francia, es un buen ejemplo de un teatro romano clásico, con un scaenae frons indentado, que recuerda a los diseños de los teatros romanos occidentales, aunque falta la estructura más ornamental.  El Arausio sigue en pie hoy en día y, con su sorprendente acústica estructural y habiendo reconstruido sus asientos, puede considerarse una maravilla de la arquitectura romana.

#### Inglaterra Isabelina

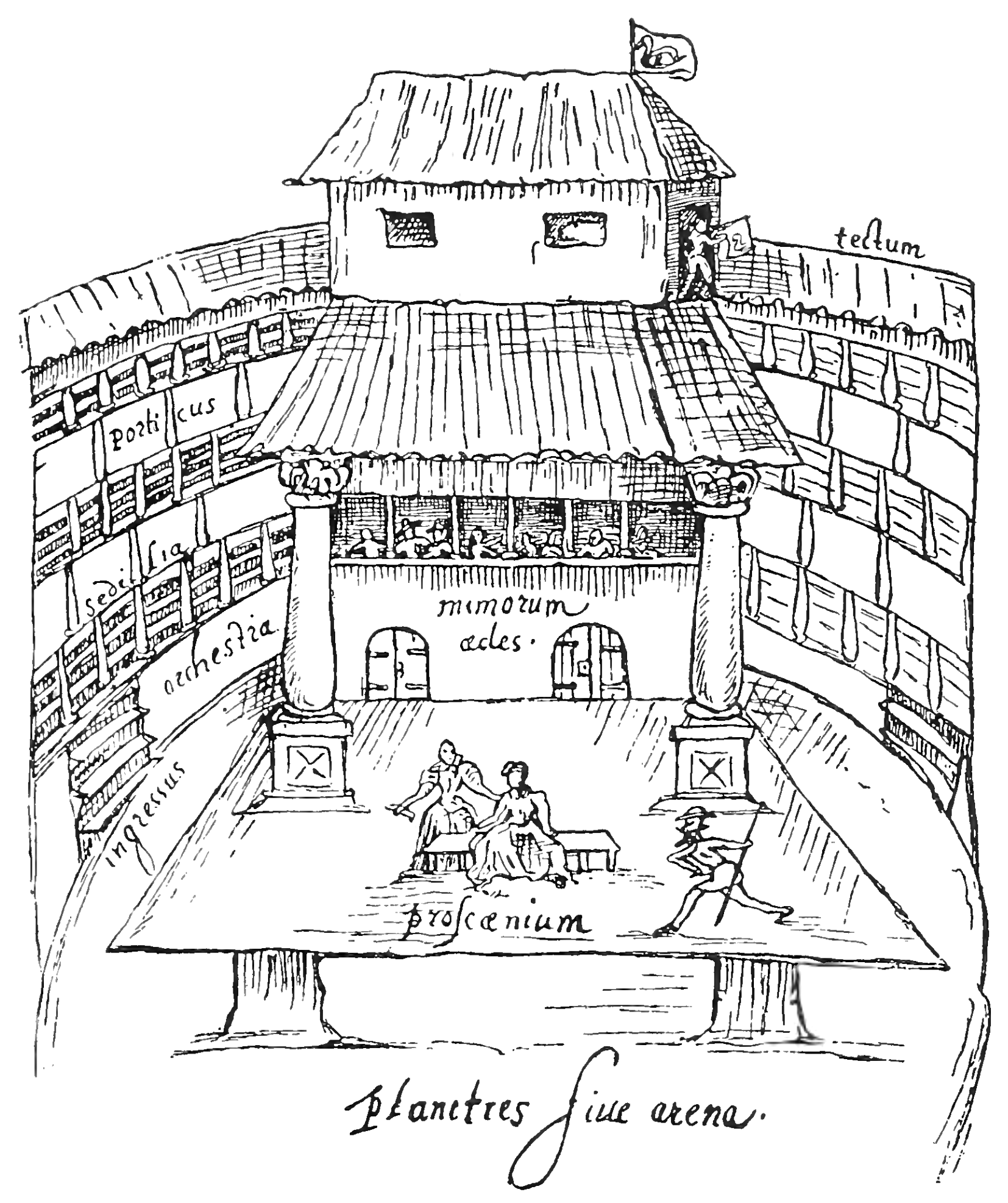
1596 ilustración del Swan Theatre, Southwark, Londres, mostrando la estructura redonda.

Durante el época isabelina en Inglaterra, los teatros se construían con armazones de madera, rellenos de bahareque y barro y techados con paja. La mayoría de los teatros eran totalmente al aire libre. Constaban de varios pisos de galerías cubiertas que rodeaban un patio abierto a la intemperie. Una gran parte del público se situaba en el patio, directamente frente al escenario. Se dice que esta disposición deriva de la práctica de celebrar obras de teatro en el patio de una posada. Las excavaciones arqueológicas realizadas en el teatro The Rose en el barrio londinense de Bankside, construido en 1587, han demostrado que tenía un diámetro exterior de 22 metros. El cercano Globe Theatre (1599) era más grande, con 30 metros. Otras pruebas de la forma redonda son una línea en Enrique V de Shakespeare que llama al edificio "este de madera O", y varias ilustraciones xilográficas de la ciudad de Londres. 

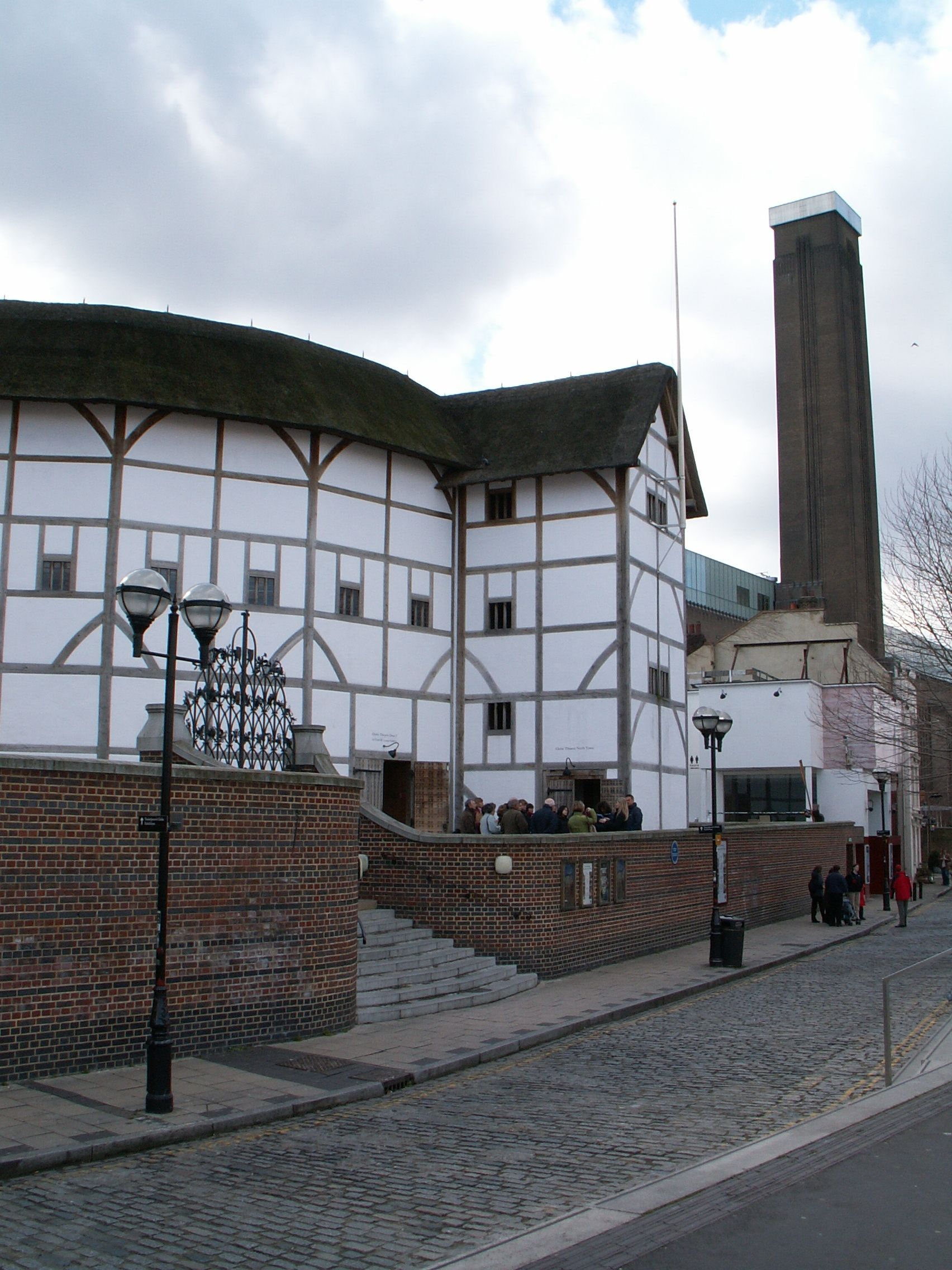
Recreación del Shakespeare's Teatro del Globo en Londres.

Alrededor de esta época, la sala verde, un lugar para que los actores esperen hasta ser requeridos en el escenario, se convirtió en una terminología común en los teatros ingleses.
En la actualidad, el Globe ha sido reconstruido como un teatro en pleno funcionamiento y producción cerca de su emplazamiento original (en gran parte gracias a los esfuerzos del director de cine Sam Wanamaker) para dar al público moderno una idea del entorno para el que escribían Shakespeare y otros dramaturgos de la época.

### Teatros interiores

#### Europa del Renacimiento
Durante el Renacimiento, se construyeron en Italia los primeros teatros cerrados modernos. Su estructura era similar a la de los teatros antiguos, con una cavea y una escenografía arquitectónica que representaba una calle de la ciudad. Los ejemplos más antiguos que se conservan de este estilo son el Teatro Olímpico de Vicenza (1580) y el Teatro all'antica de Sabbioneta (1590).
A principios del siglo XVII los teatros se habían trasladado al interior y empezaron a parecerse a la disposición que vemos con más frecuencia hoy en día, con un escenario separado del público por un arco de proscenio. Esto coincidió con un creciente interés por los elementos escénicos pintados en perspectiva, como los creados por Inigo Jones, Nicola Sabbatini y la familia Galli da Bibiena. La perspectiva de estos elementos sólo podía verse correctamente desde el centro del fondo del auditorio, en la llamada "silla del duque".  Cuanto más alto fuera el estatus de una persona, más cerca estaría sentada de este punto de vista, y con más precisión podría ver los elementos de la perspectiva.
Los primeros teatros cerrados eran teatros de la corte, abiertos sólo a los soberanos y a la nobleza. El primer teatro de ópera abierto al público fue el Teatro San Cassiano (1637) de Venecia. Los teatros de ópera italianos fueron el modelo para los posteriores teatros de toda Europa.

#### Influencia de la ópera alemana
Richard Wagner dio gran importancia a los elementos de "ambientación", como un teatro oscuro, efectos sonoros y la disposición de los asientos (bajando el foso de la orquesta), que centraban la atención del público en el escenario, sumergiéndolo completamente en el mundo imaginario del drama musical. Estos conceptos fueron revolucionarios en su momento, pero desde entonces se han dado por supuestos en el entorno operístico moderno, así como en muchos otros tipos de esfuerzos teatrales.

#### Teatros contemporáneos
Los teatros contemporáneos son a menudo no tradicionales, como espacios muy adaptables, o teatros en los que el público y los artistas no están separados. Un ejemplo importante de esto es el teatro modular, especialmente el Teatro Modular Walt Disney. Este gran teatro tiene el suelo y las paredes divididos en pequeñas secciones móviles, con las secciones del suelo sobre pilones hidráulicos ajustables, de modo que el espacio puede ajustarse a cualquier configuración para cada obra individual. A medida que los nuevos estilos de representación teatral han evolucionado, también lo ha hecho el deseo de mejorar o recrear los lugares de representación. Esto se aplica igualmente a las técnicas artísticas y de presentación, como la iluminación del escenario.
Los diseños específicos de los teatros contemporáneos en vivo incluyen proscenio, empuje, teatro de caja negra, teatro en ronda, anfiteatro y arena. En la danza clásica india, el Natya Shastra define tres tipos de escenario. En Australia y Nueva Zelanda, un teatro pequeño y sencillo, en particular uno contenido dentro de un local más grande, se llama theatrette. La palabra se originó en el Londres de los años 20, para designar un local de música a pequeña escala.
Las representaciones teatrales también pueden tener lugar en locales adaptados para otros fines, como los vagones de tren. En los últimos años el Edinburgh Fringe ha visto actuaciones en un Hover Car y en un taxi.

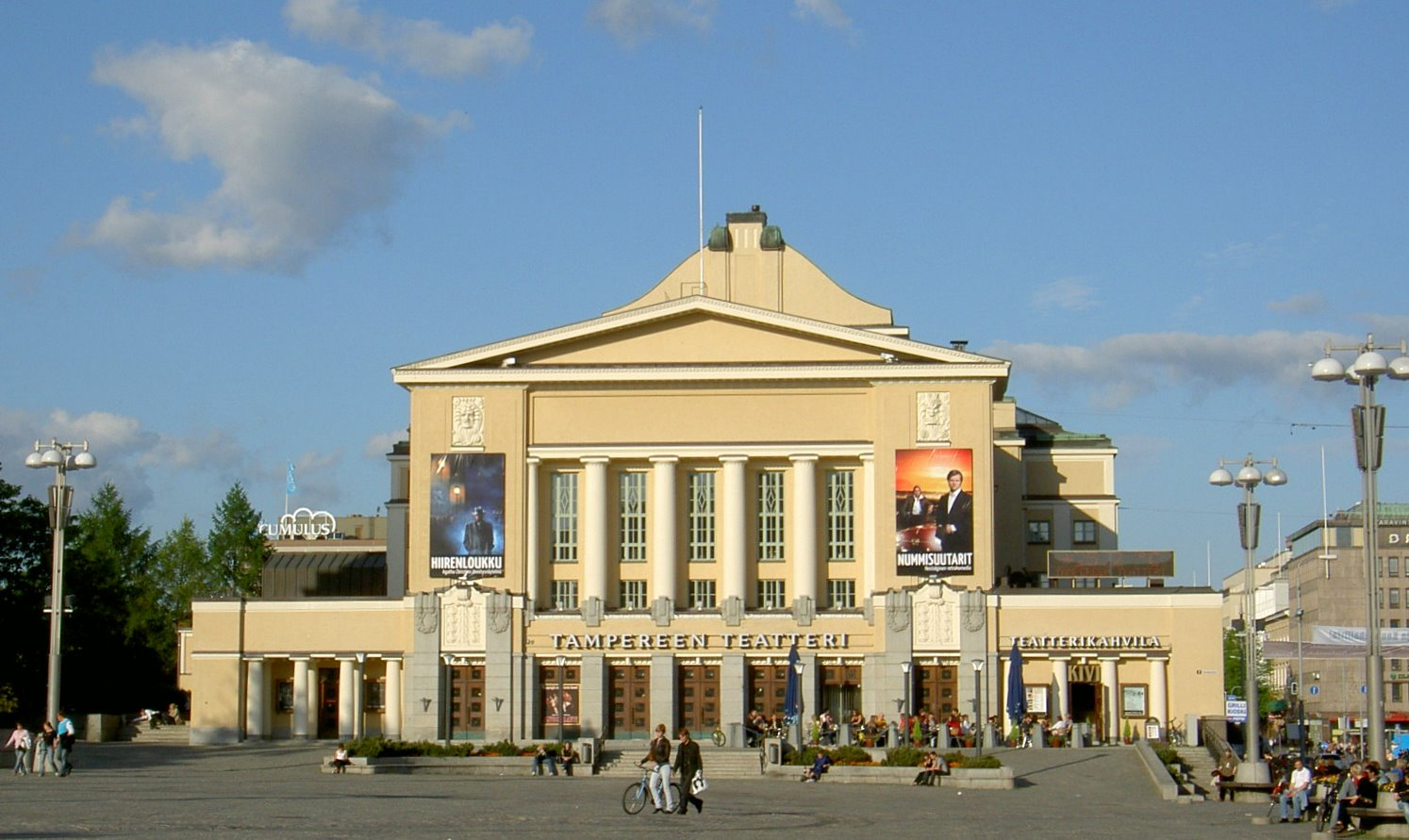
El Teatro de Tampere en Tampere, Finlandia
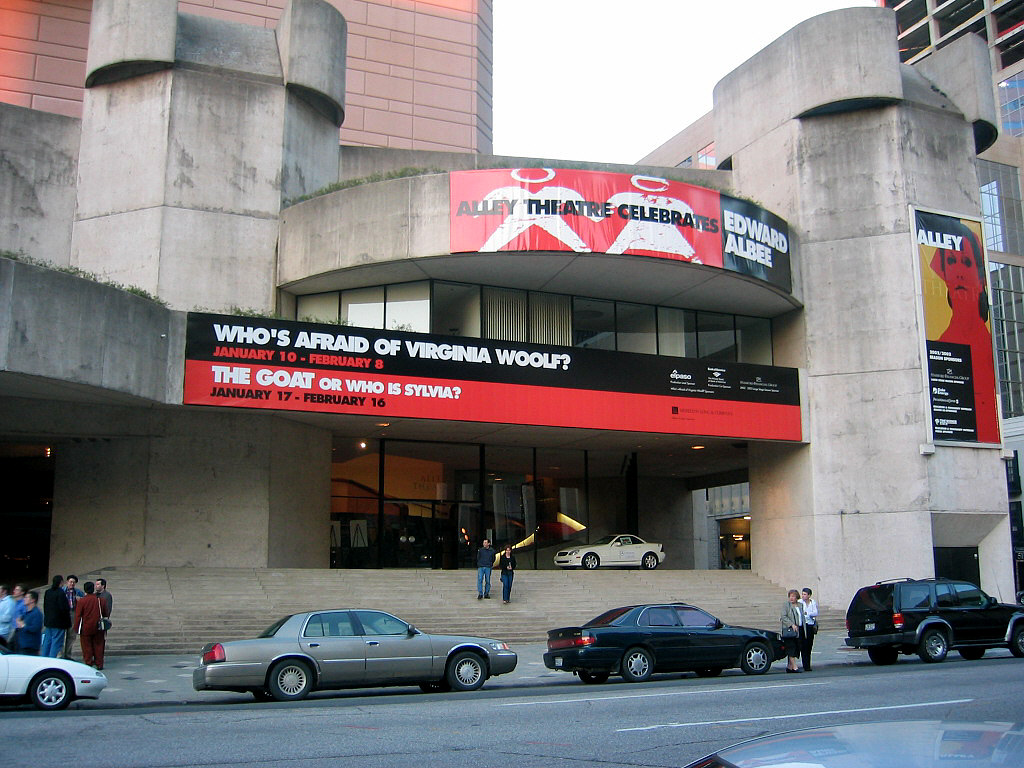
El Alley Theatre, sede de la Alley Theatre Company, Houston, Texas
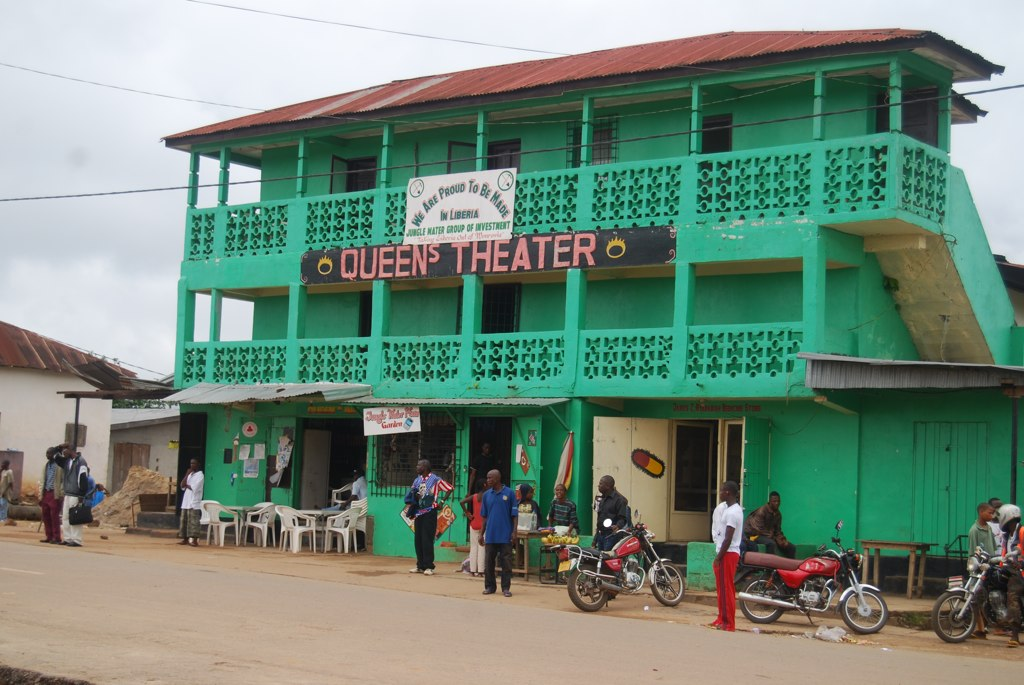
El Teatro de la Reina (Ganta, Liberia)
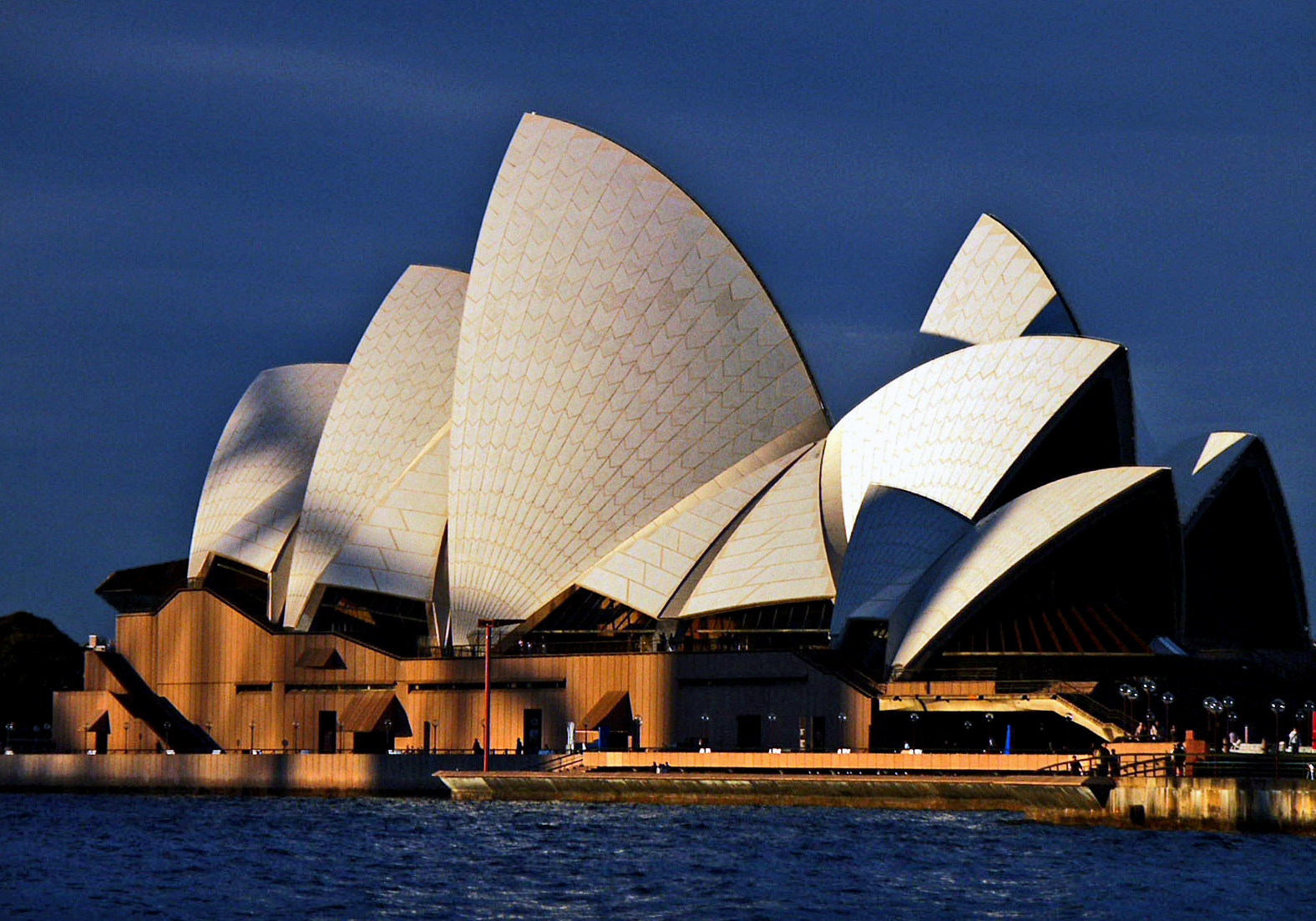
La Ópera de Sidney
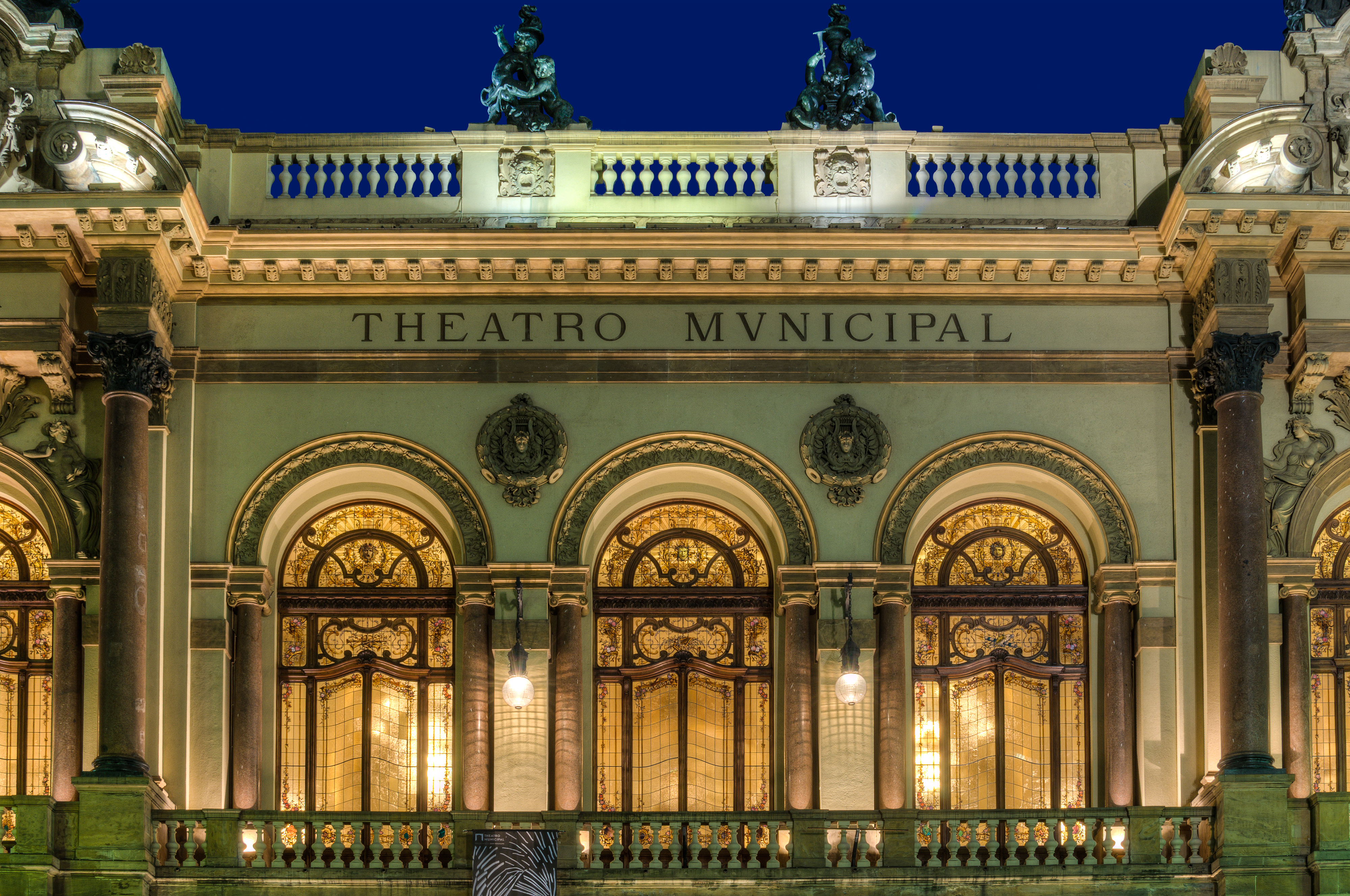
El Teatro de São Paulo